# Republik Piratini
Die Riograndensische Republik oder Republik Piratini (Portugiesisch: República Rio-Grandense oder República do Piratini) war ein kurzlebiger Staat im südlichen Brasilien.
Sie wurde auf dem Gebiet der Provinz São Pedro do Rio Grande do Sul am 11. September 1836 nach der Schlacht von Ceibal im Rahmen einer Abspaltung von Brasilien geschaffen und durch General Antônio de Sousa Neto ausgerufen, der Bento Gonçalves da Silva zum Präsidenten bestimmte. Die Verfassung der Republik wurde 1843 in Alegrete verabschiedet. Hauptstadt war die Stadt Piratini. Sousa Neto führte die Republik durch die Farrapen-Revolution.
Mit dem Vertrag von Poncho Verde, der die Farrapen-Revolution beendete, wurde die Republik Piratini am 1. März 1845 wieder aufgelöst; 1889 ist aus dem Territorium der brasilianische Bundesstaat Rio Grande do Sul hervorgegangen.

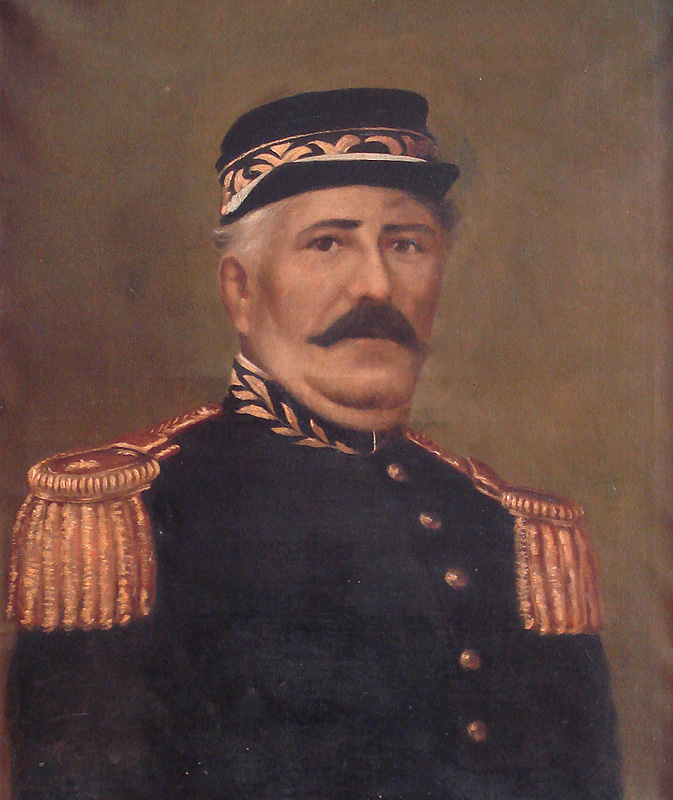
General Antônio de Sousa Neto
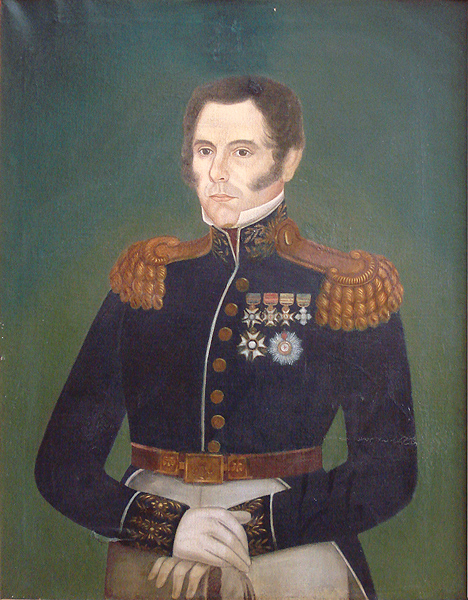
Bento Gonçalves da Silva
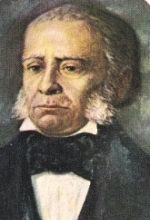
José Gomes de Vasconcellos Jardim